# 斯捷潘·沙拉耶夫
斯捷潘·阿列克谢耶维奇·沙拉耶夫（俄语：Степан Алексеевич Шалаев，1929年1月5日—2022年1月18日），苏联政治人物，曾任全苏工会中央理事会主席。第十届、第十一届苏联最高苏维埃代表。

## 生平
1929年生于中伏爾加邊疆區祖博瓦波利亞納區莫尔多夫。1951年毕业于莫斯科林业工程学院。历任诺夫哥罗德州克列斯齐、加里宁州奥列尼诺林业局局长。1963年任苏联国家林业委员会首席专家。1964年任苏联森林工业、造纸、木材加工工业工会中央委员会主席。1968年任全苏工会中央理事会书记处书记。1980年任苏联森林工业和造纸、木材加工工业部部长。1982年任全苏工会中央理事会主席。1990年4月退休。2022年1月18日逝世。葬于特罗耶库罗夫公墓。

## 社会职务
- 苏联共产党中央委员会候补委员（1981年－1982年）
- 苏联共产党中央委员会委员（1982年－1990年）
- 第十届、第十一届苏联最高苏维埃代表（1982年－1989年）
- 苏联人民代表大会代表（1989年－1991年）

## 荣誉
- 劳动红旗勋章
- 荣誉勋章